# バニョール＝ド＝ロルヌ
バニョール＝ド＝ロルヌ （Bagnoles-de-l'Orne）は、フランス、バス＝ノルマンディー地域圏、オルヌ県の旧コミューン。2016年1月1日、合併によりバニョール＝ド＝ロルヌ＝ノルマンディー（Bagnoles-de-l'Orne-Normandie）となった。

## 地理
ノルマンディー南部、かつてのメーヌ伯領との境からわずか数kmのところにある。ボカージュ・ノルマン地方の南東、ペイ・ダンデーヌの中心部にあたる。
ラ・フェルト＝マスのまちから約6km、カーンの南約70km、パリの西約200kmである。バニョールは、ノルマンディー＝メーヌ地域圏自然公園内のアンデーヌの森の中心にある。ラ＝フェリエール＝オー＝ゼタングを水源とするヴェ川がまちを流れる。

## 歴史

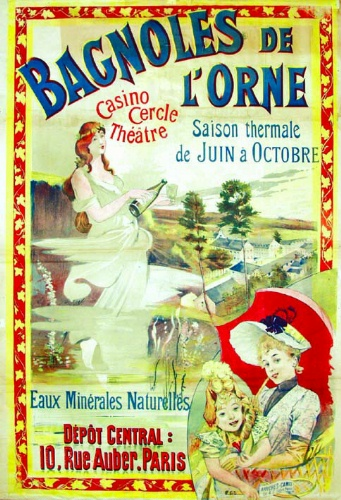
19世紀のバニョール観光のポスター

バニョール（古くの名はbalneumまたはbalnoleum）はその名称からローマ時代に遡るとみられ、そこで湧き出る水が偶然にも人を癒したのだろう。
地元の言い伝えでは、バニョールの温泉の起源は中世に遡る。中世の領主ユーグ・ド・テッセが、老齢に達した自分の馬ラピドをアンデーヌの森に置き去りにした。ところが馬は数時間後にすっかり若返って健康を取り戻して自分のもとへ帰ってきたので、彼は驚いた。主人を恨まなかったラピドは、若返りのもととなったバニョールの水の元へ主人を案内した。スパはこうして誕生した。
他の説では、非常に高齢のフランチェスコ会の修道士がバニョールの水を持ち帰った話がある。彼は驚くような新しい力を発見し、まちを見下ろしている高い岩の間から飛び降りた。この岩は現在も「飛び降りたカプサン会修道士」（le Saut du Capucin）と呼ばれている。バニョールの別の魅力的な説は、アーサー王伝説である。バニョールとその周辺はランスロットの土地だというのである。確かに、まちの文化行事カレンダーでは、アーサー王が訪れた最も有名な場所の中に含まれている。
16世紀、バニョールの鍛冶場はその温泉より知られており、優れていた。バニョールの泉と呼ばれていたものに言及した記録を見つけるには、17世紀に戻らねばならない。確かに、リゾート地としてのバニョールの本当のプロモーターであったのはエリー・ド・セルニー氏で、「バニョールのミネラルウォーター」協定（Traité des eaux minérales de Bagnoles）の父である。より多くの観光客を呼び込む目的で出された1740年の冊子では、1691年にセルニー氏がファレーズに年150リーヴルを払う契約を結んでいたことを彼の息子が記している。彼は男性用の浴場を建設し、棟を別にして女性用浴場を建て、3番目には貧しい人々だけでなく病院や彼らの付き添いを収容する主要な建物を建設した。
1770年代、セルニー氏の後継者トレペレルは大きな改修を行った。各水源ごとに特別な浴槽をおいたのである。フランス革命は温泉の運営に障害をもたらし、経営は他の者の手に渡った。
実際にこのまちが有名になったのは19世紀以降、温泉療法が確立してからである（1人あたり年間約3週間滞在する患者は13,000人だった）。建物はさらなる改修が進められ、軍病院がつくられ、リゾートの新しい波を誇った。美しい別荘の建設が始まり、入浴を専門とする営利企業が多くの装飾を時間をかけて施した。プール、温泉療法のパヴィリオン、コテージなどである。こののどかな時代には、馬車は浴場の前に停車し、フロックコートやクリノリンが施設の中庭でブラシをかけられ、そこで人々は公園で狩りをしたり、ヴェ川や湖沼で釣りをしたりした。
今日、ユーグ・ド・テッセの年老いた忠実な馬が見つけた泉は、その秘密をすべて明らかにしている。毎時48 m3の割合で湧き出る水源は温水で、静脈学、リウマチ、婦人科の症状に良いとされている。

## 人口統計
| 1962年 | 1968年 | 1975年 | 1982年 | 1990年 | 1999年 | 2008年 |
| ------ | ------ | ------ | ------ | ------ | ------ | ------ |
| 1371   | 1456   | 1441   | 1716   | 1966   | 2172   | 2502   |

参照元:Insee

## 史跡

### ベル・エポック

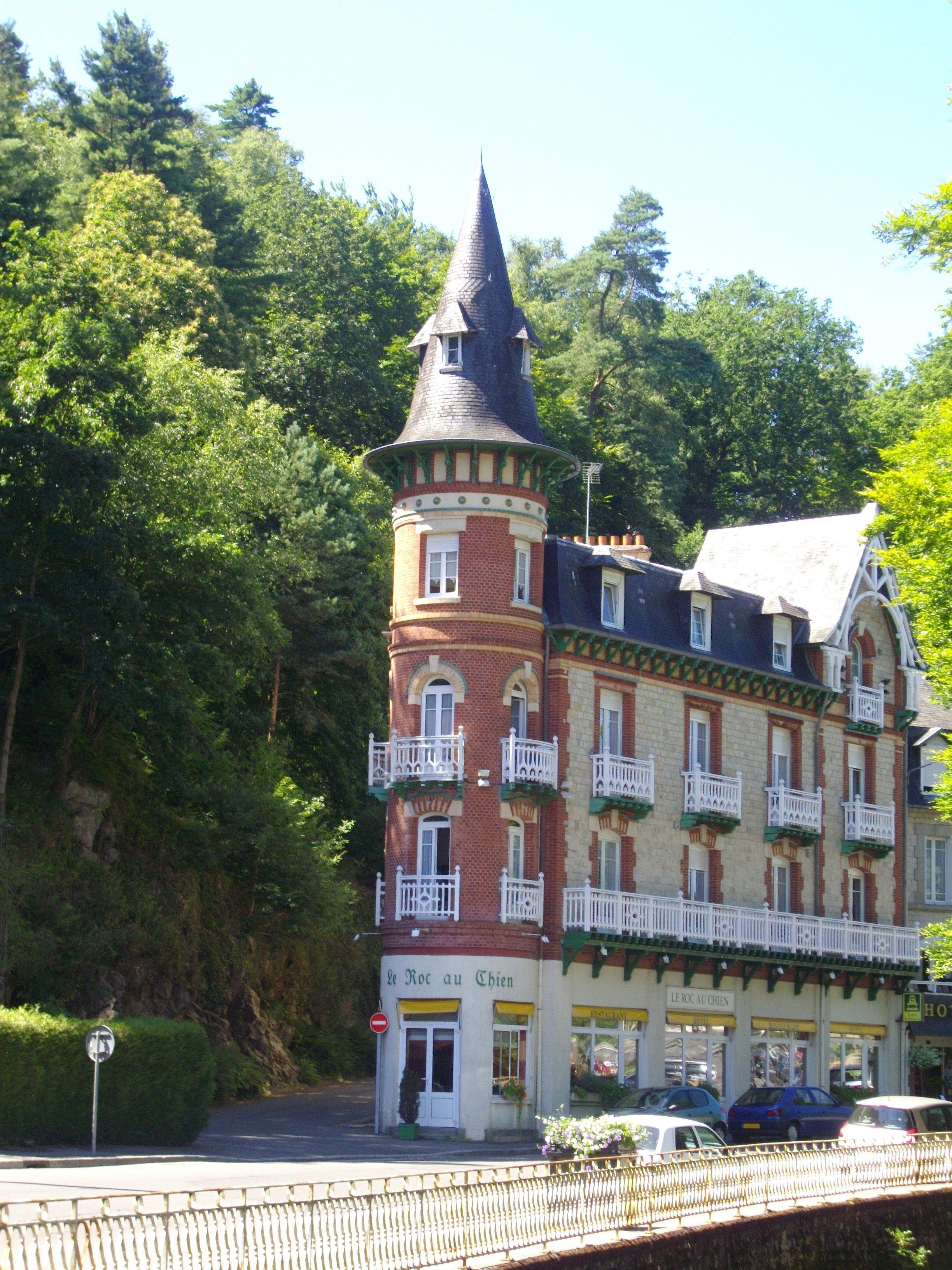
オテル・デュ・ロック・オー・シアン

バニョールのベル・エポック地区は、20世紀初頭のブルジョワ階級の邸宅が良い状態で保存されている。それは1886年から1914年にかけまちの南部に建設され、豪華な装飾を備えた素晴らしいヴィラで構成されている。同様の計画は同時期にフランス国内で開発され、その中からパリ近郊のル・ヴェジネ、ナンシーのソルリュ公園、冬季のまちアルカションが挙げられる。規模はかなり大きく、1907年時点でヴィラの数は53軒だった。この成功は、元公共事業大臣でフォンシエ銀行総裁であった、計画の提案者の1人アルベール・クリストフルに起因する。
地元の建設モデルは、ドーヴィルやトルヴィル＝シュル＝メールといった海水浴のリゾート地で見られるようなネオ・ノルマン様式に触発されていることが明らかである。

### アール・デコ

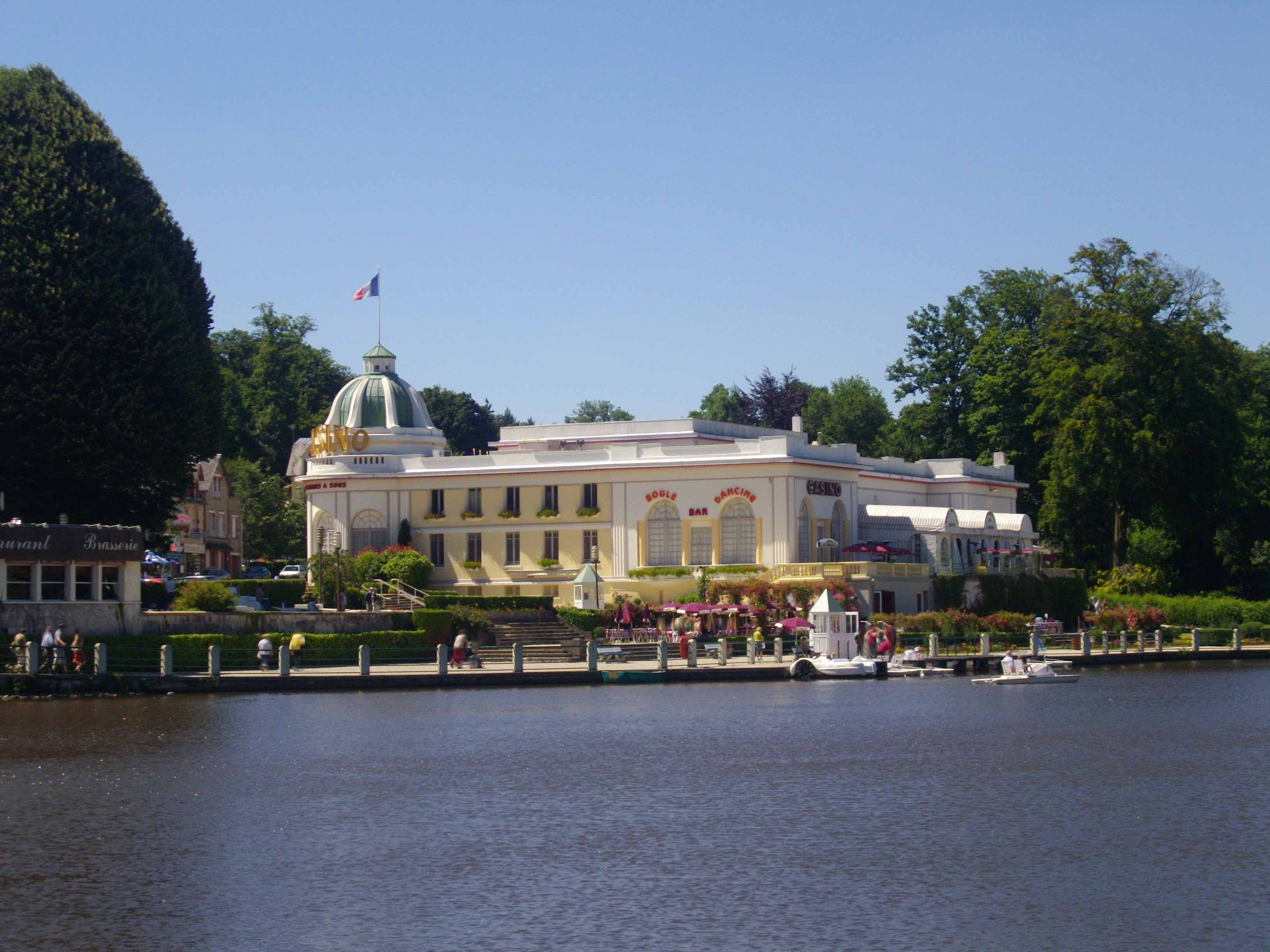
アール・デコ期に建てられたカジノ

第一次世界大戦の残酷な中断のあと、バニョールは観光地として開発が進んだ。この偉大な豊かさをもたらした2度目の時期は、「黄金の20年代」としてフランスで呼ばれた時期と重なる。温泉は国際的に成功した。
温泉療法で賑わう時期には、クラシック音楽のコンサート、競馬場での競馬、ゴルフ・トーナメントや、洗練され要求の厳しい人々のためのその他多くの活動が催された。温泉のまちが流行の先端に常にあることは不可欠であった。この期間中に建設された建物の多くが、戦間期に非常に人気のあったアール・デコの影響を受けている。主として民間投資が行われて新しい建築様式での建設を許された。アメリカ人富豪でグランド・オテルのオーナー、フランク・ジェイ・グールドは、ベル・エポック時代のアルベール・クリストフルのように、ローンの開発に興味を持った。

## ゆかりの人物
裕福な湯治客のために厳格な規則に従って建設されたため、ノルマンドの森の中心部にある住宅地のコンセプトが裕福な顧客を呼び寄せた。また、この時期の温泉観光は、温泉そのものが人気を集めていたわけでもなければ、エリート主義、豪華さと特権階級の願望が支持されていたわけでもなかった。自然の中の癒しの場として喜ばれたのである。バニョールには多くの著名なゲストが訪れたことが知られている。ルーマニア王フェルディナンド1世と王妃マリア、カロル王子、モンテネグロ王子ペトル、ギリシャ王子ゲオルギオス、イギリスのコノート公爵夫妻、ペタン元帥、ロートシルト男爵夫人、ビベスコ公爵夫人、エドゥアール・エリオ、アレクサンドル・デュマらである。さらにルネ・コティ、ジョルジュ・ポンピドゥー、ジャック・シラクも訪れている。